# Міриці
Міриці (пол. Miryce, нім. Gut Mirotken, 1942-45: Miritz) — село в Польщі, у гміні Скурч Староґардського повіту Поморського воєводства.
Населення — 146 осіб (2011).
У 1975-1998 роках село належало до Гданського воєводства.

## Демографія
Демографічна структура станом на 31 березня 2011 року:
|          | Загалом | Допрацездатний вік | Працездатний вік | Постпрацездатний вік |
| -------- | ------- | ------------------ | ---------------- | -------------------- |
| Чоловіки | 74      | 9                  | 60               | 5                    |
| Жінки    | 72      | 8                  | 48               | 16                   |
| Разом    | 146     | 17                 | 108              | 21                   |